# Hombres G
Gli Hombres G sono un gruppo musicale spagnolo formatosi a Madrid nel 1982. Il gruppo si è sciolto nel 1992 per poi riunirsi in attività nel 2002.

## Formazione
- David Summers Rodríguez - voce, basso, chitarra
- Daniel Mezquita Hardy - chitarra, tastiera, piano, cori
- Rafael Gutiérrez Muñoz - chitarra, cori
- Francisco Javier de Molina Burgos - batteria, percussioni, cori, voce

## Discografia

### Album in studio
- Hombres G (1985)
- La cagaste... Burt Lancaster (1986)
- Estamos locos... ¿o qué? (1987)
- Agitar antes de usar (1988)
- Voy a pasármelo bien (1989)
- Ésta es tu vida (1990)
- Historia del bikini (1992)
- Peligrosamente Juntos (2002)
- Todo esto es muy extraño (2005)
- 10 (2007)
- Desayuno continental (2010)
- En la playa (2011)
- 30 años y un día (2015)
- Resurrección (2019)
- La Esquina de Rowland (2021)

### Album dal vivo
- El año que vivimos peligrosamente (2004)
- En la playa (2011)
- En la arena (2015)
- Huevos revueltos (En vivo) (con Enanitos Verdes; 2018)

### Raccolte
- Grandes Éxitos (1986)
- Los Singles 1984 – 1993 (1993)
- Las Baladas (1996)
- Lo mejor de... (1998)
- Hombres G 1985 – 1992 (2001)
- Peligrosamente Juntos (2003)
- Los Singles 1985 – 2005 (2006)
- 30 años y un día (2015)
- De Rosa al Amarilllo (2023)